# Більчаки
Більчаки́ — село в Україні, у Рівненському районі Рівненської області. Населення становить 354 осіб.

## Географія
На північно-східній околиці бере початок річка Соколівка.

## Історія
У квітні 1943 року польська самооборона із сіл Левачі, Якубівка та Мочулянка напала на Більчаки, спалила частину села та вбила 27 селян.
А вже на початку літа 1943 року, ніччю на село зробили наліт червоні партизани в цілях грабунку, село було спалене, жителів залишилося мало.
Уривок зі спогадів очевидця:
|  | У ту найстрашнішу для мого села ніч я ночувала мамино сестри Мотрі, яка жила із своєю сім'єю на лівому березі Случа. Коли досвітком почалася стрілянина, ми повтікали у глибокий яр, що був неподалік хати. Село було поруч, одразу за річкою, і ми із схованки чули страшну стрілянину, людські крики, плачі, ревіння худоби А на сході сонця село запалало, вогонь багрянів і тріщав. І дуже страшно кричала якась жінка чи то вона горіла в хаті, чи то її катували. Її голос був схожий до голосу моєї мами, і я закричала: «Це моя мама!..» Мені тут же затулили рот і пригнули голову до землі, зацитькуючи і вмовляючи мовчати, щоб кати не почули. Аж ось усе затихло і ми повернулися до тітчиної хати. Пізніше я побачила матір вона, виявляється, вирятувалася з того пекла, бо її захистили густі верби, що росли над Случем. А потім ми пішли в село, якого вже не було. Димилося суцільне згарище. Почали приходити ті, кому, i моїй матері, пощастило врятуватися від більшовицьких зайд Мало було їх, живих. Зносили убитих, котрі лежали на подвір'ях, городах, дорогах і в садках, витягували обгорілих із пожариськ. Те видиво і досі перед моїми очима. На городі однієї кривої жінки, яку звали Ганною, лежала та сама Ганна вбитою, а з-під її тіла витягли живого хлопчика років п'яти. Хтось із очевидців розповів, що Ганна втікала з дитиною через город, а за нею гнався озброєний більшовик. Жінка побачила, що не втече, впала на землю і затулила своїм тілом дитину. Більшовицький партизан підбіг і вистрілив у неї. Куля пройшла крізь тіло жінки, а хлоп'яті лише сорочину розірвала. До речі, той колишній хлопчик живий, нині йому вже шістдесят років. |

## Населення
За переписом населення 2001 року в селі мешкало 355 осіб.

### Мова
Розподіл населення за рідною мовою за даними перепису 2001 року:
| Мова       | Відсоток |
| ---------- | -------- |
| українська | 99,44 %  |
| російська  | 0,56 %   |